# James Cotton
Cet article concerne le chanteur et harmoniciste américain. Pour le joueur américain de basket-ball, voir James Cotton (basket-ball).
Pour les articles homonymes, voir Cotton.

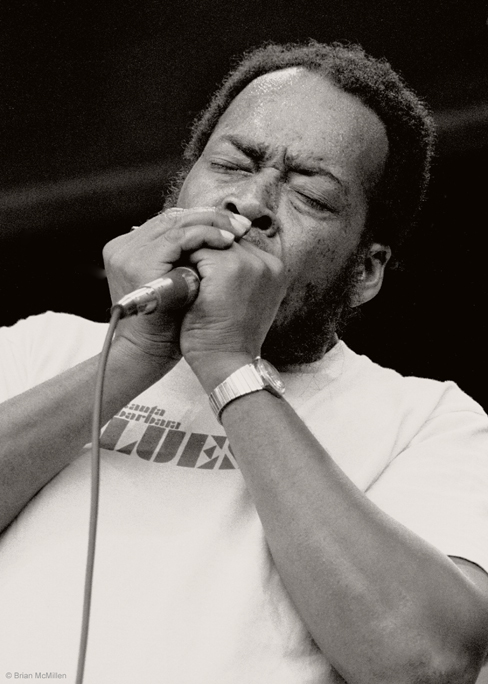
James Cotton en 1981.

James Cotton, aussi appelé Jimmy Cotton, est un chanteur et harmoniciste de blues américain, né le 1er juillet 1935 à Tunica (Mississippi) et mort le 16 mars 2017 à Austin (Texas). Il est considéré comme l'un des plus grands harmonicistes de blues.

## Biographie
Cotton commence à jouer de l'harmonica à l'âge de neuf ans et fait ses débuts en tant que musicien professionnel à l'âge de 15 ans en jouant avec le célèbre bluesman Sonny Boy Williamson. Il est ensuite  l'harmoniciste de Muddy Waters, dans un groupe où il côtoie le contrebassiste Willie Dixon.
Cotton collabore également avec de nombreux musiciens de blues et de rock and roll au fil des ans, y compris B. B. King, Janis Joplin et The Allman Brothers Band. En tant que soliste, Cotton enregistre de nombreux albums populaires, dont Cotton in Your Ears et High Compression. Ses performances scéniques sont caractérisées par son style énergique et expressif à l'harmonica et sa voix puissante.
Il est récompensé pour sa contribution à la musique en recevant plusieurs Grammy Awards, notamment le Grammy Award du Meilleur disque de Blues traditionnel pour Deep in the blue en 1997, et en étant intronisé au Blues Hall of Fame en 2006.
James Cotton est considéré comme l'un des plus grands joueurs d'harmonica de blues de tous les temps et son travail continue d'être célébré par les amateurs de blues du monde entier.

## Discographie
- 1966 : Chicago/The Blues/Today! Vol. 2 (Vanguard)
- 1968 : Cut You Loose! (Vanguard)
- 1968 : Cotton in Your Ears (Verve)
- 1970 : Taking Care of Business (Capitol)
- 1974 : 100% Cotton (Buddah ; avec Matt Murphy)
- 1976 : Live & On the Move (Buddah)
- 1978 : High Energy (Buddah)
- 1984 : High Compression (Alligator)
- 1986 : Live from Chicago Mr. Superharp Himself (Alligator)
- 1987 : Take Me Back (Blind Pig ; réédité en vinyle en 2009)
- 1988 : Live at Antone's (Antone's)
- 1990 : Harp Attack! (Alligator ; avec Carey Bell, Junior Wells, and Billy Branch)
- 1991 : Mighty Long Time (Antone's)
- 1994 : 3 Harp Boogie (Tomato)
- 1994 : Living the Blues (Verve)
- 1995 : Two Sides of the Blues
- 1996 : Deep in the Blues (Verve)
- 1998 : Seems Like Yesterday (Justin Time)
- 1998 : Late Night Blues: Live at the Penelope Café 1967 (Justin Time)
- 1999 : Best of the Vanguard Years (Vanguard)
- 1999 : Superharps (Telarc) avec Charlie Musselwhite et Billy Branch
- 2000 : Fire Down Under the Hill (Telarc)
- 2002 : 35th Anniversary Jam (Telarc)
- 2004 : Baby, Don't You Tear My Clothes (Telarc)
- 2007 : Breakin' It Up, Breakin' It Down (Epic, live 1977) avec Johnny Winter, Muddy Waters, Pinetop Perkins
- 2010 : Giant (Alligator)
- 2013 : Cotton Mouth Man (Alligator)
- 2013 : Blind and Blues Bound (Black Chow Records)